# Srpski film
Srpski film (em sérvio:  Српски филм; bra: A Serbian Film - Terror sem Limites) é o primeiro e controverso filme do diretor sérvio Srđan Spasojević, lançado em 2010. Ele conta a história de um ator pornô que está no fim da carreira e que concorda em participar de um filme com muita "arte", mas é levado a fazer cenas exploratórias com abuso infantil e necrofilia. O filme estrela os atores sérvios Srđan Todorović e Sergej Trifunović. Sua apresentação é questionada em vários países, entre eles, o Brasil, que proibiu, no dia 10 de agosto de 2011, a exibição do filme em todo o território nacional, liberando-o em julho de 2012.
Devido a série de proibições ao redor do mundo, foi considerado pela crítica especializada como um dos filmes mais polêmicos, extremos e perturbadores da história do cinema.

## Enredo
Miloš é um ator pornô aposentado, casado e com um filho. Para garantir a estabilidade financeira da sua família, aceita uma oferta apresentada por sua ex-colega de profissão Lejla para estrelar um "filme de arte". Vukmir, o diretor, quer Miloš no elenco para aproveitar sua capacidade de manter uma prolongada ereção sem estímulos físicos nem visuais.
No início das filmagens, Miloš é levado a um orfanato e recebe um fone de ouvido, pelo qual ouvirá as instruções a serem seguidas. Em seguida, uma equipe de filmagem o segue para registrar suas reações diante de várias situações sexuais. Numa das cenas, o ator deve fazer sexo com uma mulher que sofreu abusos, enquanto uma menina vestida de Alice assiste a tudo. Em outra, um homem ajuda uma mulher a dar à luz e estupra a recém-nascida.
Miloš se enfurece e decide abandonar o projeto. É sedado e acorda três dias depois, coberto de sangue e sem se lembrar do que aconteceu. Volta para o set de filmagem e descobre gravações mostrando que, nos dias anteriores, foi drogado para se manter num estado de permanente agressividade e excitação sexual, estuprando uma mulher algemada a uma cama, cortando seu pescoço e violando o cadáver. Outra cena mostra Lejla sendo violentada por um homem que introduz o pênis em sua boca até ela morrer asfixiada. Assistindo a mais gravações, Miloš descobre que foi levado a estuprar seu filho sedado, enquanto seu irmão estupra, ao lado, sua mulher, que estava sedada.
Na cena, a mulher de Miloš recobra a consciência e consegue, com a ajuda do marido, enfrentar Vulkmir e o resto da equipe. Os dois conseguem matar o diretor e seus guarda-costas.
Depois de se lembrar de tudo, Miloš resolve cometer suicídio. Sua mulher concorda e propõe a morte de toda a família. Ele mata a si mesmo, à mulher e ao filho com um tiro.
Algum tempo depois, outro diretor de cinema chega ao local, com um ator pornô e uma equipe de cinema, e inicia uma filmagem dizendo: "comece pelo menino".

## Exibições no circuito de festivais

### Exibição livre
A primeira exibição pública de A Serbian Film aconteceu à meia-noite de 15 de março de 2010, em Austin, no Texas (EUA), como parte da edição de 2010 do festival de cinema South by Southwest. Durante a introdução feita pelo proprietário do cinema Alamo Drafthouse, Tim League, o público presente foi advertido sobre a natureza extrema das cenas que estavam prestes a assistir, e foi dada a eles uma última chance de deixar a sala. No dia seguinte, o filme passou mais uma vez.
Em seguida, veio a exibição em abril de 2010, no Festival Internacional de Filme Fantástico de Bruxelas, na Bélgica (Brussels International Festival of Fantasy Film). Em 11 de junho de 2010, o filme foi exibido na própria Sérvia, como parte do Festival de cinema "Cinema City", na cidade de Novi Sad. O filme passou também em 16 e 19 de julho de 2010, durante o Fantasia Festival em Montreal, Canadá, na categoria "Sérvia Subversiva" (Subversive Serbia).
O Raindance Film Festival, cujos organizadores pegaram uma cópia do filme no Festival de Cannes em maio de 2010, subsequentemente exibiu pela primeira vez o filme no Reino Unido e 'driblou a proibição classificando a exibição como um "evento privado"'.  O tablóide sensacionalista britânico The Sun descreveu o filme como 'doente' e 'vil' após o press release do festival em 2010. e o Westminster Council pediu que se monitorassem os convites para a exibição. A cópia em 35mm foi enviada pelo BBFC para a estreia em 8 de outubro de 2010.
Em 21 de outubro de 2010, o filme teve uma única exibição no cinema "Bloor Cinema", de Toronto, Canadá, como parte do evento mensal chamado "Cinemacbre Movie Nights" ("Noites Macabras de Cinema") organizado pela revista de cinema Rue Morgue. A publicação também deu destaque ao filme, apresentando-o na capa.
Foi exibido no Brasil em festivais como o Fantaspoa, em Porto Alegre, e o Festival Lume de Cinema, em São Luís, quando teve sua exibição suspensa no RioFan, no Rio de Janeiro, a pedido da Caixa Econômica Federal, patrocinadora do evento.

### Exibição com cortes ou censura
O filme estava programado para exibição em Londres, em 29 de agosto de 2010, no cinema Film Four, no Festival de Filme de Horror de Londres (London FrightFest Film Festival), mas foi retirado pelos organizadores após a intervenção do Westminster Council. Filmes exibidos neste festival normalmente recebem um pré-certificado, mas neste caso o Westminster Council se recusou a dar a permissão para sua exibição até que tivesse sido classificado pelo órgão oficial britânico, o BBFC (British Board of Film Classification). Seguindo a submissão do seu DVD ao BBFC (já que não havia materiais cinematográficos disponíveis na época para uma classificação adequada para as salas de cinema), 49 cortes totalizando quatro minutos e onze segundos foram solicitados para a certificação do DVD. O distribuidor britânico, Revolver Entertainment, inicialmente examinou as possibilidades do processo, mas ficou claro que o filme teria então que ser re-submetido ao BBFC e que novos cortes poderiam ser pedidos. Foi decidido então que mostrar uma versão fortemente editada não estava no espírito do festival e consequentemente sua exibição foi retirada do programa. O filme foi substituído no festival pelo filme Buried, do diretor Rodrigo Cortés, estrelando Ryan Reynolds.
Em 26 de novembro de 2010, o filme recebeu a classificação "Recusado" do Comitê Australiano de Classificação ("Australian Classification Board"), proibindo-se as vendas e exibições públicas do filme na Austrália. Entretanto, em 5 de abril de 2011, o mesmo comitê aprovou uma versão censurada do filme.
O Ministério Público sérvio abriu uma investigação para investigar se o filme violava a lei do país, sendo levantados elementos criminais contra a moral sexual e a proteção de menores. O filme foi banido na Espanha por "ameaça à liberdade sexual", não podendo participar da XXI Semana de Cine Fantástico y de Terror. Foi também banido na Noruega após dois meses de vendas devido a uma violação criminal sobre a representação sexual de menores e violência extrema. O filme teve uma exibição para adultos no festival de Sitges, na Espanha, em outubro de 2010; como resultado, o diretor do festival, Ángel Sala, foi processado por exibição de pornografia infantil em 2011, após receber uma denúncia de uma organização católica sobre cenas de estupro envolvendo crianças e um recém-nascido contidas no filme.

### Defesa da exibição do filme
Na Espanha, numa reação contra o processo movido ao diretor do festival de Sitges, Ángel Sala, diversos diretores de festivais de cinema assinaram em março de 2011 uma carta de repúdio, entre eles José Luis Rebordinos, diretor do festival de San Sebastian, e Josemi Beltrán, responsável pela Semana de Cine Fantástico e de Terror de Donostia, observando que o filme já passou em muitos festivais tais como os de Bruxelas, Montreal, Londres, Porto (Portugal), Austin (Texas), San Francisco, Toronto, Sofia, Hamburgo, Helsínqui, Puchon (Coréia do Sul), Ravena e Estocolmo (Suécia), entre outros, sem qualquer processo contra seus diretores.

### Proibição temporária no Brasil
Exibido em julho de 2011 no VII Festival de Cinema Fantástico de Porto Alegre, o  filme foi selecionado também para o Festival de Cinema Fantástico do Rio de Janeiro (RioFan), no mesmo mês, na Caixa Cultural. Foi retirado da programação por ordem da Caixa Econômica Federal, patrocinadora do festival, o que gerou notas de repúdio tanto da organização do festival quanto da Associação Brasileira de Críticos de Cinema.
Com o veto à exibição na Caixa Cultural, os organizadores do RioFan programaram uma sessão no Cine Odeon, no mesmo dia que havia sido marcado para a exibição no festival (23 de julho de 2011). Na véspera, porém, o filme foi apreendido por ordem da juíza Katerine Jatahy Nygaard, da 1ª Vara da Infância e da Juventude do Rio de Janeiro, atendendo a uma ação ajuizada pelo diretório regional do DEM.

#### Defensores da exibição do filme
Em defesa da livre exibição do filme, o distribuidor do filme no Brasil, Raffaele Petrini, assegurou que "nenhuma criança participou de cenas fortes", e que "nas sequências mais duras, foram utilizados ou um robô ou um manequim". Ele prometeu divulgar no site da distribuidora o making of do filme, para mostrar seu argumento.
Diversas entidades se manifestaram contra a censura ou a proibição de exibir o filme no país. Entre elas, a Associação Brasileira de Críticos de Cinema (Abraccine), a Associação dos Roteiristas (AR), a Associação Brasileira dos Documentaristas (ABD), o Congresso Brasileiro de Cinema (CBC), e o Conselho Nacional de Cineclubes (CNC). Entre os críticos de cinema, a reportagem do Cineclick (UOL), por exemplo, defendeu com veemência a exibição do filme: "O longa de maneira alguma faz propaganda à perversão, mas sim mostra o horror de tais atos, proporcionando ainda uma leitura a respeito dos limites da crueldade humana, especialmente na Sérvia, país que presenciou atrocidades nas últimas duas décadas".

#### Liberação
Após quase um ano proibido, o filme foi liberado para exibição no Brasil em julho de 2012. Na decisão, o juiz considerou "que não há mais razões de natureza jurídica que impeçam a exibição do filme". O distribuidor do filme no Brasil estuda como fazer seu lançamento no país.

## Prêmios e indicações
Ao longo de sua conturbada trajetória nos festivais, A Serbian Film coleciona alguns prêmios:
 Fantasia Festival
- Menção especial: 2010[36]
- Melhor Filme Europeu, Norte-Americano ou Sul-Americano: Medalha de Ouro - 2010
- Filme Mais Inovativo: 2010

 Fantasporto
- Prêmio do Júri: 2011[37]

 Festival Fipresci
- Melhor Roteiro: 2011[38]